# Pálfiszeg
Pálfiszeg község Zala vármegyében, a Zalaegerszegi járásban, a Zalai-dombság területén, a Göcsejben.

## Fekvése
Pálfiszeg egy kis zsákfalu Zalaegerszegtől délnyugatra 15 kilométerre. A falu belterülete közúton csak Csonkahegyhát felől érhető el, a 7405-ös útról a 74 116-os útra lekanyarodva. Közigazgatási területének lakatlan keleti szélét érinti a Zalaegerszeg-Nagylengyel-Nova közt húzódó 7401-es út is.

## Története
A falut 1751-ben említik először. A település neve is a családi névből és a „nagycsalád házcsoportja” jelentésű szeg szóösszetételbol származik.
Pálfiszeg a Pálfy nemesi család ősi fészke. Egyrészét a régi Milley család örökösei bírták. A XV. században mind a két család itt lakott.

## Közélete

### Polgármesterei
- 1990–1994: Szakál Tibor (független)[3]
- 1994–1998: Szakál Tibor (független)[4]
- 1998–2002: Szakál Tibor (független)[5]
- 2002–2006: Szakál Tibor (független)[6]
- 2006–2010: Szakál Tibor (független)[7]
- 2010–2013: Szakál Tibor (független)[8]
- 2013–2014: László Zoltán (független)[9]
- 2014–2019: László Zoltán (független)[10]
- 2019–2024: Táncosné Batha Tímea (független)[11]
- 2024– : Táncosné Batha Tímea (független)[1]

A településen 2013. december 8-án időközi polgármester-választást kellett tartani, az előző polgármester halála miatt.

## Népesség
A település népességének változása:
| Lakosok száma | 159  | 158  | 165  | 146  | 159  | 150  | 148  |
|               | 2013 | 2014 | 2015 | 2021 | 2022 | 2023 | 2024 |

A 2011-es népszámlálás idején a nemzetiségi megoszlás a következő volt: magyar 90%, cigány 10%. A lakosok 44,9%-a római katolikusnak, 31,6% reformátusnak vallotta magát (21,5% nem nyilatkozott).
2022-ben a lakosság 94,3%-a vallotta magát magyarnak, 1,9% cigánynak (5,7% nem nyilatkozott; a kettős identitások miatt a végösszeg nagyobb lehet 100%-nál). Vallásuk szerint 17,6% volt római katolikus, 16,4% református, 0,6% evangélikus, 1,3% egyéb katolikus, 1,3% felekezeten kívüli (62,9% nem válaszolt).

## Nevezetességei
- Ikertemplom

## Külső hivatkozások
- Pálfiszeg az utazom.com honlapján